# Хауген, Кристоффер
Кристоффер Хёуген (норв. Kristoffer Haugen; 21 февраля 1994, Ставангер, Норвегия) — норвежский футболист, защитник клуба «Молде».

## Клубная карьера

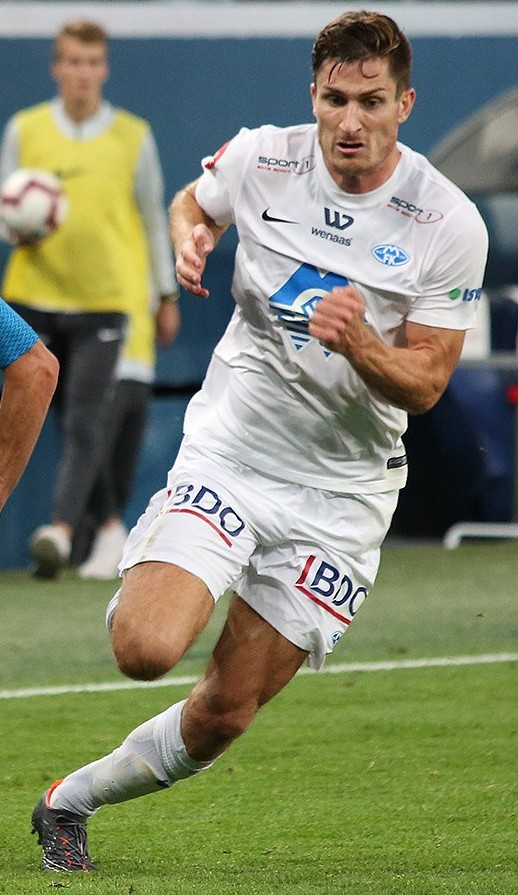
Хауген в составе «Молде»

Хауген — воспитанник клуба «Викинг». 3 ноября 2013 года в матче против «Русенборга» он дебютировал в Типпелиге. 16 августа 2014 года в поединке против «Согндала» Кристоффер забил свой первый гол за «Викинг». В начале 2018 года Хауген перешёл в «Молде». 13 марта в матче против «Саннефьорда» он дебютировал за новую команду. 12 августа в поединке против «Бранна» Кристоффер забил свой первый гол за «Мольде».

## Достижения
«Молде»
- Чемпион Норвегии (2): 2019, 2022
- Обладатель Кубка Норвегии (2): 2021/22, 2023